# 府県統計書
府県統計書（ふけんとうけいしょ）とは、日本の明治初期から太平洋戦争初期まで、府県が毎年発行していた統計書である。
明治維新以後、それぞれの県が統計を作成していたが、明治16年（1883年）に内務省が府県統計書様式を定めたため、各府県がそれに従って統一的な様式で作成するようになった。その後、太平洋戦争の時期に発行が停止したが、戦後に都道府県統計年鑑と改称されて続いている。
東京都は戦前には東京府と呼ばれていたため、東京都のデータもある。

## 内容
統計項目は国勢調査同様、多岐にわたっている。時代を下るごとに項目が増えているが、戦後に統計年鑑に引き継がれる際、一部の項目はなくなっている。
統計年鑑ではあまり見られないものとして、兵事（徴兵検査など）や農業などの詳細なデータが存在する。また中学校、高等女学校、師範学校の入学時・卒業時の年齢（最高・最低・平均）が掲載されている県が多い（統計年鑑では消えている）。
戸籍についても、華族・士族・平民・外国人別の統計や、無籍者の就籍記録、複本籍の訂正記録なども載っている県がある。

## 閲覧
一部の県のものはウェブ上に掲載されているが、多くの都道府県は図書館でないと見られない。マイクロフィルムを刊行している出版社もある。

### ウェブ上で公開している自治体
- 岐阜県
- 三重県
- 広島県
- 徳島県
- 高知県